# U4 (Wenen)
U4 is een metrolijn in de Oostenrijkse hoofdstad Wenen. De U4 rijdt over de vroegere Wiener Stadtbahn. In 1976 werd het eerste deel na verbouwing geopend en in 1981 voltooid. De meeste stations werden helemaal vernieuwd. Vanaf 30 april 2016 was het traject tussen Hütteldorf en Hietzing wegens een grote opknapbeurt gesloten en vanaf 2 juli 2016 ook het traject tussen Hietzing en Schönbrunn. De oude rails werden verwijderd en vervangen door nieuwe rails. Er reden vervangende bussen op dit traject (Zusatzbus U4Z), maar men kon ook met de S-Bahn of per tram reizen. Op 4 september 2016 werd het traject Hütteldorf-Schönbrunn weer geopend.

## Stations
| Station              | Overstappunt                         | Foto * | Type                         | Geopend          | Ligging                        | District     |
| -------------------- | ------------------------------------ | ------ | ---------------------------- | ---------------- | ------------------------------ | ------------ |
| Wien Heiligenstadt   | S40, S45                             | 400 !  | maaiveld                     | 8 mei 1976       | 48° 14′ 57″ NB, 16° 21′ 55″ OL | Döbling      |
| Wien Spittelau       | S40                                  | 410 !  | viaductstation               | 7 oktober 1995   | 48° 14′ 8″ NB, 16° 21′ 29″ OL  | Alsergrund   |
| Friedensbrücke       |                                      | 420 !  | maaiveld                     | 8 mei 1976       | 48° 13′ 38″ NB, 16° 21′ 53″ OL | Alsergrund   |
| Roßauer Lände        |                                      | 430 !  | maaiveld                     | 3 april 1978     | 48° 13′ 18″ NB, 16° 22′ 4″ OL  | Alsergrund   |
| Schottenring         |                                      | 1010 ! | ondiep gelegen zuilenstation | 3 april 1978     | 48° 13′ 1″ NB, 16° 22′ 17″ OL  | Leopoldstadt |
| Schwedenplatz        |                                      | 1040 ! | ondiep gelegen zuilenstation | 15 augustus 1978 | 48° 12′ 42″ NB, 16° 22′ 39″ OL | Innere Stadt |
| Wien Mitte           | S1, S2, S3, S4, S7, S8, S9, S15, CAT | 1090 ! | ondiep gelegen zuilenstation | 15 augustus 1978 | 48° 12′ 23″ NB, 16° 23′ 5″ OL  | Landstraße   |
| Stadtpark            |                                      | 1100 ! | uitgraving                   | 15 augustus 1978 | 48° 12′ 9″ NB, 16° 22′ 45″ OL  | Landstraße   |
| Karlsplatz           | Badner Bahn                          | 1120 ! | pylonenstation               | 25 februari 1978 | 48° 12′ 0″ NB, 16° 22′ 13″ OL  | Innere Stadt |
| Kettenbrückengasse   |                                      | 1130 ! | uitgraving                   | 26 oktober 1980  | 48° 11′ 49″ NB, 16° 21′ 32″ OL | Margareten   |
| Pilgramgasse         |                                      | 1150 ! | maaiveld                     | 26 oktober 1980  | 48° 11′ 33″ NB, 16° 21′ 16″ OL | Margareten   |
| Margaretengürtel     |                                      | 1160 ! | uitgraving                   | 26 oktober 1980  | 48° 11′ 18″ NB, 16° 20′ 32″ OL | Margareten   |
| Längenfeldgasse      |                                      | 1170 ! | ondiep gelegen zuilenstation | 7 oktober 1989   | 48° 11′ 6″ NB, 16° 20′ 7″ OL   | Meidling     |
| Meidling Hauptstraße |                                      | 2000 ! | maaiveld                     | 26 oktober 1980  | 48° 11′ 0″ NB, 16° 19′ 42″ OL  | Meidling     |
| Schönbrunn           |                                      | 2010 ! | maaiveld                     | 31 augustus 1981 | 48° 11′ 10″ NB, 16° 19′ 9″ OL  | Hietzing     |
| Hietzing             |                                      | 2020 ! | maaiveld                     | 31 augustus 1981 | 48° 11′ 15″ NB, 16° 18′ 18″ OL | Hietzing     |
| Braunschweiggasse    |                                      | 2030 ! | maaiveld                     | 20 december 1981 | 48° 11′ 22″ NB, 16° 17′ 44″ OL | Hietzing     |
| Unter St. Veit       |                                      | 2040 ! | maaiveld                     | 20 december 1981 | 48° 11′ 28″ NB, 16° 17′ 9″ OL  | Hietzing     |
| Ober St. Veit        |                                      | 2050 ! | maaiveld                     | 20 december 1981 | 48° 11′ 32″ NB, 16° 16′ 34″ OL | Hietzing     |
| Wien Hütteldorf      | S2, S3, S15, S45, S50                | 2060 ! | maaiveld                     | 20 december 1981 | 48° 11′ 50″ NB, 16° 51′ 41″ OL | Penzing      |

* De sorteerwaarde van de foto is de ligging langs de lijn